# Hans Hansson (ingenjör)
Hans Hansson, född 2 augusti 1896 i Bollnäs församling, Gävleborgs län, död 20 oktober 1946 i Halmstad, var en svensk väg- och vattenbyggnadsingenjör. Han var bror till företagsledaren Bror Hansson och arkitekten Nils Hansson.
Hansson, som var son till bankdirektören Nils Hansson och Sigrid Olsson, avlade studentexamen i Uppsala 1917 och utexaminerades från Kungliga Tekniska högskolan 1922. Han var ingenjör vid Statens Provningsanstalt i Stockholm 1923, studerade i USA 1924–1925, var ingenjör vid AB Vattenbyggnadsbyrån i Stockholm 1926–1932, vid dess kontor i England 1927–1931, kontrollant vid AB Vattenbyggnadsbyrån i Karlskrona 1932–1933, arbetschef och tillförordnad byggnadschef i Mölndals stad 1933–1937, byggnadschef i Falu stad 1937–1939 och byggnadschef i Halmstads stad från 1939.